# Будзило, Орислава Лукинична
Орислава Лукинична Будзило (род. 28 апреля 1949, Магдалевка, Тернопольская область) — украинская советская деятельница, работница Тернопольского хлопчатобумажного комбината Тернопольской области. Депутат Верховного Совета СССР 11-го созыва.

## Биография
Трудовую деятельность начала в 1966 году колхозницей в Подволочиском районе Тернопольской области.
В 1969 году окончила профессионально-техническое училище № 2 города Тернополя.
В 1970—1989 годах — работница Тернопольского хлопчатобумажного комбината имени 60-летия Великой Октябрьской социалистической революции города Тернополя Тернопольской области.
С 1989 года на пенсии в городе Скалате Подволочиского района Тернопольской области.

## Награды
- орден Октябрьской Революции (1984);
- орден Трудового Красного Знамени (1976);
- Заслуженный работник промышленности Украинской ССР (1988);
- медали.